# Lanzhou

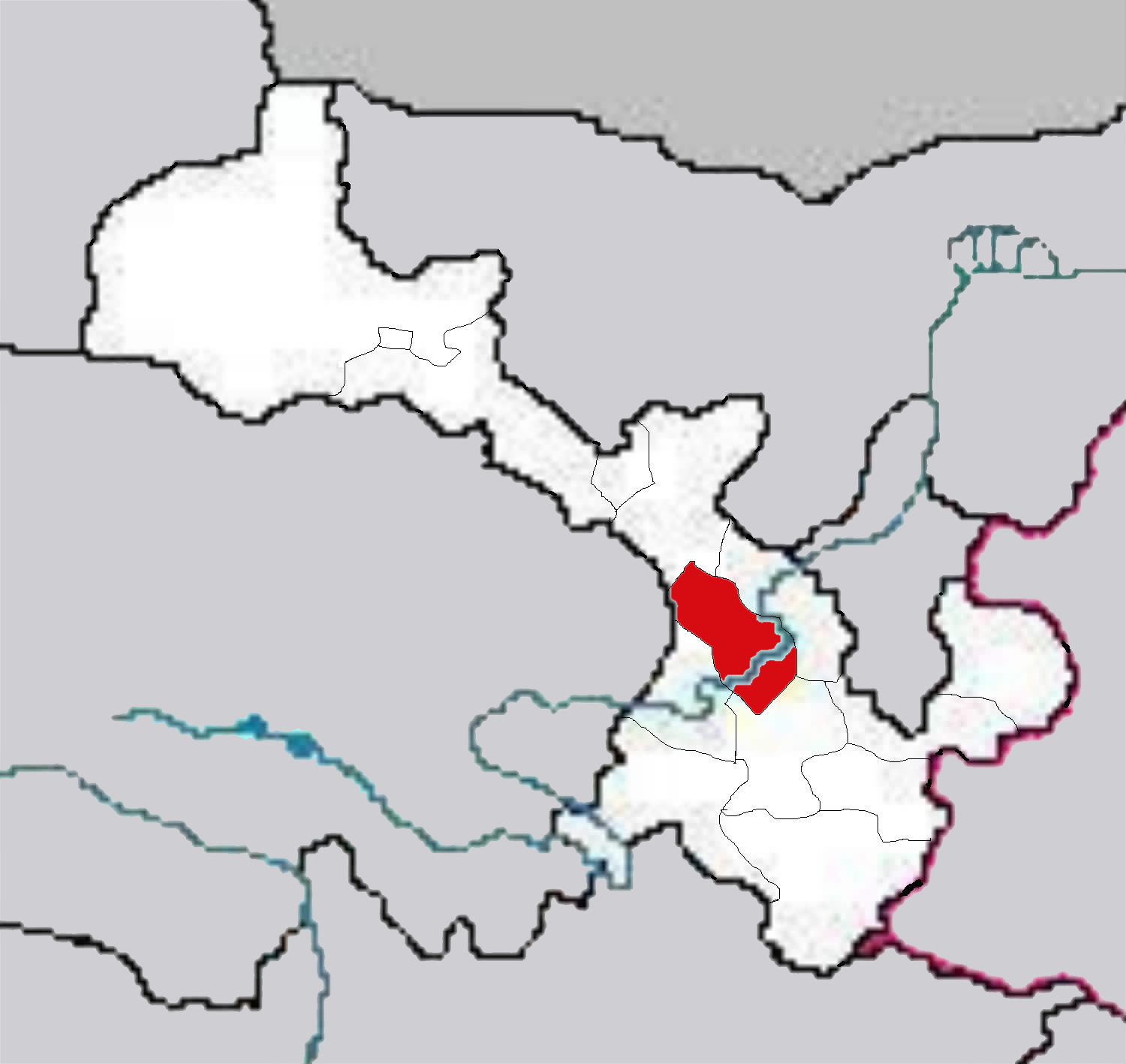
Lanzhou em Gansu

Lanzhou ou Lanchow (兰州) é uma cidade da China, capital da província de Gansu. Localiza-se no oeste do país nas margens do rio Amarelo. Tem cerca de 1.863.000 habitantes.

## Subdivisões
|                       | Chinês   | Área (km²) | População |
| --------------------- | -------- | ---------- | --------- |
| Distritos             |          |            |           |
| Distrito de Chengguan | 城关区   | 220        | 880 000   |
| Distrito de Qilihe    | 七里河区 | 397        | 450 000   |
| Distrito de Xigu      | 西固区   | 385        | 320 000   |
| Distrito de Anning    | 安宁区   | 86         | 210 000   |
| Distrito de Honggu    | 红古区   | 575        | 140 000   |
| Condados              |          |            |           |
| Condado de Yongdeng   | 永登县   | 6 090      | 500 000   |
| Condado de Yuzhong    | 榆中县   | 2 556      | 170 000   |
| Condado de Gaolan     | 皋兰县   | 3 362      | 420 000   |

## Cidades-irmãs
- Akita, Japan
- Albuquerque, Estados Unidos
- Christchurch, Nova Zelândia
- Jaboatão dos Guararapes, Pernambuco, Brasil